# Arib al-Ma'muniyya
ʿArīb al-Ma'mūnīya (797/98 - 890/91) fue una qayna (esclava entrenada en las artes del entretenimiento) de principios de la época abasí, que ha sido caracterizada como "la más famosa esclava cantora residente en la corte de Bagdad". Vivió 96 años, y su carrera abarcó los reinados de cinco califas.

## Vida y trabajos
La fuente principal para la vida de ‘Arīb es la obra del siglo X Kitāb al-Aghānī de Abu'l-Faraj al-Isfahani:
"‘Arīb era versada en poesía, composición e interpretación musical, junto con otras diversas habilidades, backgammon, ajedrez y caligrafía entre ellos. Su instrumento elegido era el oud, una preferencia que trasmitió a su alumnado, pero, sobre todo, destacó su canto y composición. Citando una de sus fuentes claves, Ibn al-Mu‘tazz, Abū 'l-Faraj refiere una colección de libretas (dafātir) y hojas sueltas (ṣuḥuf) conteniendo sus canciones. Se dice que suman alrededor de 1,000. Respecto a su canto, Abū 'l-Faraj declara que no tenía rival entre sus compañeras. La agrupa, la única entre ellas, con las legendarias divas del periodo islámico más temprano, las cantantes conocidas en conjunto como las Ḥijāzīyāt.
Nacida en Bagdad, Irak, se rumoreaba tradicionalmente que ‘Arīb era hija ilegítima del visir Ja'far al-Barmaki, un miembro clave de los Barmáquidas, y una de las criadas domésticas de la familia, Fāṭima. Este parentesco ha sido cuestionado por los estudiosos modernos. De cualquier manera, fue claramente una esclava en los primeros años de su vida, ya fuera nacida en la esclavitud o si vendida como esclava a los diez años después de la caída de su familia. ‘Arīb en su poesía protesta dos veces por su estado servil, y fue manumitida por Abū Isḥāq al-Mu‘taṣim (r. 833-42). Supuestamente llegó a ser la cantante favorita del califa al-Maʾmūn (r. 813-33).
La obra superviviente de ‘Arīb y las anécdotas asociadas sugieren no solo sus habilidades poéticas, sino también una vida en que tuvo gran número de relaciones con amantes y patrones masculinos, indicando que ‘Arīb, como muchas de sus colegas, ejercía tanto de cantante como de cortesana según las circunstancias lo requirieran. Parece que llegó a mantener un séquito importante propio y poseía tierras. Una de las historias más famosas que se le atribuyen se refiere a un concurso de canto que ella y sus chicas cantantes alumnas y discípulas ganaron contra su rival más joven Shāriyah y su troupe. La evidencia sugiere que fue una mujer "obstinada, profundamente inteligente, impaciente con aquellos de ingenio inferior y, quizás inevitablemente, desconcertada y a menudo cínica".
Un ejemplo del verso de ‘Arīb es el siguiente:
"Para ti la traición es una virtud, tienes muchas caras y diez lenguas.
Me sorprende que mi corazón todavía se aferre a ti a pesar de lo que me hiciste pasar."
Si la información biográfica más antigua es correcta, ‘Arīb falleció a los 96 años.